# Henrique Ben David
Henrique Ben David, de son nom complet Henrique de Sena Ben David, est un footballeur portugais né le 5 décembre 1926 à Mindelo et mort le 4 décembre 1978 à Ponta Delgada. Il évoluait au poste d'attaquant.

## Biographie

### En club
Après un passage au CUF, Henrique Ben David joue pendant huit saisons à l'Atlético CP.
Il est considéré comme le meilleur attaquant de l'histoire du club, avec 119 matchs joués en première division portugaise, pour un total de 98 buts marqués. Il inscrit notamment 21 buts lors de la saison 1949-1950, 26 buts en 1950-1951, et 25 buts en 1951-1952,,. 
Avec l'Atlético CP, il est finaliste de la Coupe du Portugal en 1949. Son équipe termine par ailleurs sur le podium du championnat en 1950, en se classant troisième.

### En équipe nationale
International portugais, il reçoit six sélections en équipe du Portugal entre 1950 et 1952, pour quatre buts inscrits.
Son premier match est disputé le 14 mai 1950 en amical contre l'Angleterre (défaite 3-5 à Oeiras). Il marque un doublé lors de cette rencontre.
Il inscrit ensuite un troisième but contre le Pays de Galles en mai 1951 (défaite 1-2 à Cardiff), puis un dernier but contre la Belgique en juin 1951 (score : 1-1 à Oeiras).
Son dernier match a lieu le 20 avril 1952 contre la France en amical (défaite 0-3 à Colombes).